# Schloss Pechhof

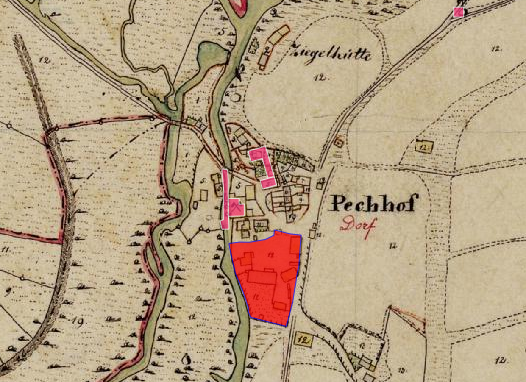
Lageplan von Schloss Pechhof auf dem Urkataster von Bayern

Das denkmalgeschützte ehemalige Schloss Pechhof (historisch sind auch die Schreibweisen Pechoffen oder Bechof(f)en überliefert) liegt in dem gleichnamigen Gemeindeteil Pechhof der Oberpfälzer Gemeinde Schwarzenbach im Landkreis Neustadt an der Waldnaab von Bayern (Pechhof 5 und 9). Das Schloss war eines von vielen Oberpfälzer Hammerschlössern, wobei der hiesige Eisenhammer vom Wasser der Haidenaab angetrieben wurde, und ist sie unter der Aktennummer D-3-74-156-2 als Baudenkmal verzeichnet. „Archäologische Befunde des abgegangenen frühneuzeitlichen Hammerschlosses in Pechhof“ werden daneben als Bodendenkmal unter der Aktennummer D-3-6237-0057 geführt.

## Geschichte
In Pechhof wird 1387 in der Oberpfälzer Hammereinigung ein Eisenhammer erwähnt („Erhart Wolntzhofer, dez Chvnrad Wolntzhofers sun, mit dem hamer zu Pechoffen“). Der „hammer zu Pechoffen“ wird zudem 1413 genannt, er musste nach dem Salbuch Geldzins zu Walburgis, d. h. am 25. Februar, und zu Michaelis, d. h. am 29. September, zahlen. Die drei Eisenhämmer Troschelhammer, Dießfurth und Pechhof bildeten nach der Mitte des 15. Jahrhunderts die zusammenhängende Gutseinheit der Landsasserei Dißfurth. Ihr erster Inhaber war Sebald Kreß, der aus einer Nürnberger Patrizierfamilie stammte und während der Regentschaft des Kurfürsten Friedrich des Siegreichen als oberpfälzischer Landsasse angenommen wurde. Hans Kreß besaß den Gutsbezirk noch zu Beginn des 16. Jahrhunderts. 1518 wurden dort die Brüder Joachim, Sebald und Hans Kreß genannt. 1545 und 1548 ist allein Joachim Kreß in den Landsassenmatrikeln ausgewiesen.

Schwarzenbachwappen: Das Schwert im roten Feld ist vom Familienwappen des Nürnberger Patriziers Kreß hergeleitet.

Ihm folgte Margarete, geborene Kreß nach, die mit Christoph von Zedtwitz vermählt ist. Nach dessen Tod vereinbaren die Söhne Joachim und Heinrich von Zedtwitz 1571 eine Erbteilung, gemäß der Dießfurth und Pechofen an den Christoph Heinrich überging und Troschelhammer an Joachim von Zedtwitz kam. 1576 verkaufte Christoph Heinrich von Zedtwitz Dießfurth und Pechhof an seinen Schwager Hans Reinhard Wild zu Wildenreuth. Von diesem erbte sein Sohn Hans Neidhart Wild die nun aus zwei Gütern bestehende Landsasserei. Dieser verstarb am 13. September 1611 und hinterließ einen hoch verschuldeten Besitz.
Danach war „Bechoffen“ nach dem Ämterverzeichnis von 1622 in der Hand des Hans von Podevils, der es von den Wildischen Creditoren kaufte; es werden ein Schloss, ein Hammer und eine Mühle erwähnt. Dem Hans von Podevils wurde, da er nicht katholischen Glaubens war, die niedere Gerichtsbarkeit genommen und dem Amt Waldeck-Kemnath zugeschlagen. Zudem wurde er wegen seiner Konfession des Landes verwiesen. Sein Sohn Erdmann Ernst von Podewils konnte die drei Güter wieder in seine Hand bekommen, durfte sich aber wegen seiner Religion ebenfalls nicht im Lande aufhalten. Nach einer Schätzung des Speinharter Klosterrichters Sebastian Anzenhover wurde Pechhof als „theils ruiniert, theil aber in ziemlichen esse“ bezeichnet; immerhin war hier eine große Menge an Sünter (Metallschlacke, auch Sinder genannt) vorhanden. Aus einem Bericht des Johann German Barbing an den Kurfürst Ferdinand Maria vom 16. Januar 1666 heißt es: „Bechhoven. Der Hammer gehört obgenannten Pudewöls, liegt aber öd darnieder, ist zwar ein großer Vorrat an ‚Süntter‘ dabei vorhanden, es thut aber denselben der Puderwölß andern Hammermeistern in großer Quantität verkaufen, auch reißt er das ‚Gebaü‘ nieder, veräußert Ziegel und Mauer, und nur um Geld lösen zu können deteriorirt er solchen Hammer. Ist also keine Hoffnung, daß er besagten Hammer mehr erbaut.“
Auch nach dem Dreißigjährigen Krieg wurde noch Erdmann Ernst von Podewils als Landsasse genannt. 1674 war dort Veit Christoph von Podewils und 1693/94 Ullrich Christoph von Podewils ansässig. Die Witwe des Letzteren, Rebekka Christophora, geborene von Hirschberg verkaufte die Rittergüter Dießfurth und Pechhof 1710 an ihren jüngsten Sohn Christoph Erdmann von Podewils. Dieser musste sich 1712 mit seinen Schwestern vergleichen, die 1715 und 1717 ihre Anteile an Pechhof an ihren Schwager Georg Ernst von Reiß, einen kurbayerischen Hauptmann, verkauften. Dieser verkaufte das Hammergut Pechhof trotz eines Einspruchs der Regierung zu Amberg am 18. Juni 1732 an Johann Friedrich von Eberts. In der Herdstättenbeschriebung von 1761 wird in Pechhof wieder das Schloss mit einem Verwalter als Inwohner und ein gutsherrschaftliches Hammerhaus mit acht Inwohnern genannt.
1774 kam Pechhof von der Witwe des Johann Friedrich von Eberts an Joseph von Heldmann. 1806 übergab er seinen Besitz seinem Sohn Ignaz von Heldmann. Auch ihm wurde die Ablegung der Landsassenpflicht verweigert und im Zuge eines Überprüfungsverfahrens wurde am 1. Februar 1808 die Landsassenfreiheit auf Dießfurth und Pechhof eingezogen. Im Laufe der weiteren Entwicklung kam das Unteramt Pressath, zu dem auch Pechhof gehörte, 1841 zum Landgericht Eschenbach, im März 1849 zum Landgericht Erbendorf und 1972 zum Landkreis Neustadt an der Waldnaab.

## Schloss Pechhof heute
Das Gutshaus des ehemaligen Hammerwerks ist ein zweigeschossiger Halbwalmdachbau mit Werksteingewänden, Gurt- und Sohlbankgesimsen, bezeichnet mit der Jahreszahl „1828“. Der Baustil ist klassizistisch. Die daneben liegende ehemalige Glasschleiferei ist ein ebenfalls zweigeschossiger Zweiflügelbau mit Schopfwalm- und Satteldach mit der Jahreszahl „1840“. Erkennbar ist noch der Mühlgraben mit Resten der ehemaligen Wasserführung. Das nördlich an das Gutshaus anschließende Ökonomiegebäude ist ein winkelförmiger Satteldachbau mit einem Stallstadel aus dem 19. Jahrhundert.